# (470) Kilia
(470) Kilia – planetoida z pasa głównego asteroid okrążająca Słońce w ciągu 3 lat i 267 dni w średniej odległości 2,4 j.a. Została odkryta 21 kwietnia 1901 roku w Landessternwarte Heidelberg-Königstuhl w Heidelbergu przez Luigi Carnerę. Nazwa planetoidy pochodzi od łacińskiej nazwy miasta Kilonia. Przed nadaniem nazwy planetoida nosiła oznaczenie tymczasowe (470) 1901 GJ.